# Eerste divisie 1991/92
Het seizoen 1991/92 van de Nederlandse Eerste divisie had Cambuur Leeuwarden als kampioen. Cambuur promoveerde daarmee naar de Eredivisie. Via de nacompetitie wist ook BVV Den Bosch door winst op Go Ahead Eagles te promoveren en Go Ahead mocht hierna in de herkansing ook promoveren door te winnen van FC Den Haag. TOP Oss keert met ingang van het seizoen 1991/92 terug in het betaalde voetbal. De club was al eerder actief in het betaalde voetbal in de seizoenen 1955/56 en 1956/57.

## Reguliere competitie

### Deelnemende teams
| Club               | Plaats           | Accommodatie        | Capaciteit | Trainer                               |
| ------------------ | ---------------- | ------------------- | ---------- | ------------------------------------- |
| AZ                 | Alkmaar          | Alkmaarderhout      | 8.914      | Henk Wullems                          |
| BV Veendam         | Veendam          | De Langeleegte      | 13.000     | Theo Verlangen                        |
| BVV Den Bosch      | 's-Hertogenbosch | De Vliert           | 25.000     | Hans van der Pluijm                   |
| Cambuur Leeuwarden | Leeuwarden       | Cambuurstadion      | 16.000     | Rob Baan                              |
| Eindhoven          | Eindhoven        | Aalsterweg          | 27.000     | Chris Dekker                          |
| Emmen              | Emmen            | Meerdijk            | 12.000     | Piet Buter                            |
| Excelsior          | Rotterdam        | Woudestein          | 11.000     | Sándor Popovics                       |
| FC Haarlem         | Haarlem          | Jan Gijzenkade      | 14.500     | Hans van Doorneveld                   |
| FC Wageningen      | Wageningen       | De Wageningse Berg  | 16.000     | Pim Verbeek                           |
| FC Zwolle          | Zwolle           | Oosterenkstadion    | 15.000     | Theo de Jong                          |
| Go Ahead Eagles    | Deventer         | De Adelaarshorst    | 20.000     | Jan Versleijen                        |
| Helmond Sport      | Helmond          | De Braak            | 4.200      | Frans Körver                          |
| Heracles '74       | Almelo           | Bornsestraat        | 8.000      | Henk ten Cate                         |
| NAC                | Breda            | Beatrixstraat       | 12.000     | Jo Jansen                             |
| N.E.C.             | Nijmegen         | Goffertstadion      | 29.000     | Jan Pruijn                            |
| RBC                | Roosendaal       | De Luiten           | 5.900      | Wally Jansen                          |
| sc Heerenveen      | Heerenveen       | Abe Lenstra Stadion | 15.000     | Fritz Korbach                         |
| Telstar            | Velsen-IJmuiden  | Schoonenberg        | 18.000     | Niels Overweg                         |
| TOP                | Oss              | TOP-stadion         | 2.500      | Piet Schrijvers                       |
| VCV Zeeland        | Vlissingen       | Irislaan            | 5.000      | Louis Verstraaten Bert Pentury (a.i.) |

### Eindstand
| pos | club               | gs | w  | g  | v  | pnt | dv | dt | ds  |
| --- | ------------------ | -- | -- | -- | -- | --- | -- | -- | --- |
| 1.  | Cambuur Leeuwarden | 38 | 22 | 9  | 7  | 53  | 67 | 40 | 27  |
| 2.  | BVV Den Bosch      | 38 | 18 | 11 | 9  | 47  | 57 | 42 | 15  |
| 3.  | sc Heerenveen      | 38 | 19 | 7  | 12 | 45  | 79 | 50 | 29  |
| 4.  | NAC                | 38 | 16 | 12 | 10 | 44  | 65 | 48 | 17  |
| 5.  | RBC                | 38 | 15 | 14 | 9  | 44  | 60 | 45 | 15  |
| 6.  | Heracles '74       | 38 | 16 | 12 | 10 | 44  | 61 | 50 | 11  |
| 7.  | Telstar            | 38 | 17 | 7  | 14 | 41  | 78 | 61 | 17  |
| 8.  | N.E.C.             | 38 | 16 | 9  | 13 | 41  | 66 | 54 | 12  |
| 9.  | FC Wageningen      | 38 | 15 | 11 | 12 | 41  | 43 | 36 | 7   |
| 10. | FC Haarlem         | 38 | 16 | 9  | 13 | 41  | 56 | 60 | -4  |
| 11. | Go Ahead Eagles    | 38 | 17 | 6  | 15 | 40  | 63 | 59 | 4   |
| 12. | BV Veendam         | 38 | 15 | 10 | 13 | 40  | 48 | 49 | -1  |
| 13. | AZ                 | 38 | 14 | 11 | 13 | 39  | 55 | 40 | 15  |
| 14. | Eindhoven1         | 38 | 12 | 13 | 13 | 37  | 49 | 48 | 1   |
| 15. | Excelsior          | 38 | 14 | 6  | 18 | 34  | 61 | 74 | -13 |
| 16. | Helmond Sport      | 38 | 11 | 11 | 16 | 33  | 50 | 69 | -19 |
| 17. | FC Zwolle          | 38 | 9  | 13 | 16 | 31  | 44 | 64 | -20 |
| 18. | Emmen              | 38 | 8  | 13 | 17 | 29  | 37 | 56 | -19 |
| 19. | TOP                | 38 | 6  | 10 | 22 | 22  | 40 | 77 | -37 |
| 20. | VCV Zeeland        | 38 | 4  | 6  | 28 | 14  | 36 | 93 | -57 |

1 winnaar vierde periodetitel na beslissingswedstrijd.

#### Beslissingswedstrijd
Eindhoven en RBC eindigden in de vierde periode met een gelijk puntenaantal en een gelijk doelsaldo op de eerste plaats. Zij speelden daarom een beslissingswedstrijd op neutraal terrein. Die wedstrijd eindigde in een overwinning voor de Eindhovenaren die zich daarmee kwalificeerden voor de nacompetitie.
| Datum + plaats                                                                                | Wedstrijd       | Uitslag       | Scoreverloop                                |
| --------------------------------------------------------------------------------------------- | --------------- | ------------- | ------------------------------------------- |
| 8 april 1992, Tilburg, Gemeentelijk Sportpark 5.100 toeschouwers Scheidsrechter: Frans Houben | Eindhoven – RBC | 2 – 0 (2 – 0) | 24' John Willems 1–0, 29' Aziz Doufikar 2–0 |

#### Legenda
| Kleur | Kwalificatie voor                             |
| ----- | --------------------------------------------- |
|       | Promotie naar de Eredivisie                   |
|       | Nacompetitie voor promotie naar de Eredivisie |
|       | Failliet verklaard                            |

### Uitslagen
|                    | AZ    | DBO   | CAM   | EVV   | EMM   | EXC   | GAE   | HFC   | HEE   | HSP   | HER   | NAC   | NEC   | RBC   | TEL   | TOP   | VEE   | WAG   | VCV   | ZWO   |
| ------------------ | ----- | ----- | ----- | ----- | ----- | ----- | ----- | ----- | ----- | ----- | ----- | ----- | ----- | ----- | ----- | ----- | ----- | ----- | ----- | ----- |
| AZ                 |       | 0 – 0 | 4 – 1 | 0 – 2 | 2 – 0 | 3 – 1 | 3 – 0 | 0 – 1 | 0 – 0 | 1 – 2 | 4 – 0 | 2 – 0 | 1 – 2 | 0 – 1 | 1 – 1 | 3 – 1 | 2 – 1 | 1 – 3 | 2 – 0 | 0 – 0 |
| BVV Den Bosch      | 0 – 0 |       | 1 – 3 | 3 – 0 | 1 – 1 | 2 – 0 | 0 – 2 | 3 – 2 | 0 – 0 | 2 – 0 | 1 – 1 | 3 – 2 | 0 – 0 | 3 – 0 | 1 – 0 | 1 – 0 | 0 – 2 | 2 – 1 | 2 – 1 | 4 – 2 |
| Cambuur Leeuwarden | 1 – 0 | 3 – 3 |       | 1 – 0 | 1 – 0 | 3 – 1 | 1 – 0 | 1 – 2 | 0 – 0 | 1 – 3 | 2 – 0 | 1 – 3 | 4 – 0 | 3 – 3 | 2 – 0 | 2 – 1 | 2 – 1 | 2 – 0 | 4 – 1 | 2 – 0 |
| Eindhoven          | 1 – 1 | 0 – 2 | 1 – 2 |       | 0 – 1 | 0 – 4 | 0 – 1 | 3 – 1 | 2 – 1 | 1 – 2 | 3 – 1 | 3 – 1 | 3 – 0 | 3 – 2 | 1 – 2 | 3 – 0 | 0 – 1 | 0 – 0 | 2 – 0 | 3 – 1 |
| Emmen              | 0 – 0 | 1 – 1 | 0 – 1 | 3 – 3 |       | 1 – 1 | 1 – 2 | 1 – 2 | 2 – 3 | 2 – 0 | 1 – 2 | 0 – 0 | 1 – 3 | 1 – 1 | 2 – 7 | 1 – 2 | 0 – 0 | 3 – 0 | 1 – 3 | 0 – 2 |
| Excelsior          | 0 – 5 | 3 – 1 | 2 – 2 | 2 – 2 | 4 – 0 |       | 1 – 1 | 5 – 2 | 2 – 1 | 3 – 0 | 4 – 0 | 1 – 4 | 1 – 1 | 1 – 3 | 1 – 0 | 3 – 2 | 3 – 4 | 0 – 0 | 2 – 1 | 2 – 1 |
| Go Ahead Eagles    | 3 – 1 | 1 – 4 | 0 – 1 | 0 – 1 | 4 – 0 | 2 – 0 |       | 4 – 1 | 3 – 1 | 1 – 0 | 0 – 0 | 1 – 0 | 2 – 2 | 1 – 1 | 4 – 0 | 2 – 2 | 4 – 1 | 0 – 1 | 4 – 2 | 3 – 1 |
| FC Haarlem         | 0 – 2 | 2 – 1 | 1 – 1 | 1 – 1 | 0 – 1 | 3 – 1 | 3 – 0 |       | 3 – 2 | 2 – 2 | 1 – 1 | 1 – 1 | 1 – 2 | 2 – 1 | 2 – 1 | 1 – 0 | 1 – 2 | 0 – 1 | 3 – 2 | 0 – 2 |
| sc Heerenveen      | 5 – 4 | 1 – 2 | 2 – 0 | 3 – 2 | 0 – 1 | 3 – 1 | 5 – 2 | 6 – 0 |       | 4 – 0 | 3 – 1 | 0 – 1 | 3 – 2 | 3 – 0 | 3 – 1 | 3 – 1 | 3 – 0 | 0 – 2 | 4 – 2 | 1 – 2 |
| Helmond Sport      | 3 – 2 | 0 – 0 | 1 – 1 | 3 – 3 | 2 – 1 | 2 – 4 | 1 – 2 | 1 – 1 | 0 – 0 |       | 1 – 0 | 2 – 4 | 0 – 3 | 1 – 3 | 0 – 2 | 2 – 2 | 1 – 1 | 0 – 1 | 2 – 2 | 2 – 1 |
| Heracles '74       | 0 – 0 | 1 – 3 | 2 – 1 | 3 – 0 | 1 – 1 | 2 – 1 | 2 – 2 | 2 – 2 | 2 – 1 | 2 – 1 |       | 0 – 3 | 3 – 2 | 1 – 0 | 1 – 1 | 2 – 1 | 2 – 0 | 1 – 1 | 6 – 0 | 5 – 0 |
| NAC                | 2 – 2 | 3 – 1 | 0 – 2 | 1 – 1 | 1 – 0 | 2 – 0 | 4 – 1 | 1 – 1 | 0 – 2 | 4 – 1 | 2 – 2 |       | 3 – 1 | 2 – 3 | 4 – 3 | 1 – 1 | 1 – 0 | 1 – 1 | 4 – 1 | 2 – 2 |
| N.E.C.             | 3 – 1 | 0 – 0 | 1 – 1 | 2 – 0 | 0 – 2 | 3 – 0 | 5 – 1 | 1 – 1 | 1 – 1 | 4 – 0 | 2 – 3 | 3 – 1 |       | 2 – 1 | 1 – 2 | 4 – 1 | 0 – 3 | 4 – 0 | 3 – 1 | 2 – 0 |
| RBC                | 0 – 0 | 4 – 1 | 1 – 3 | 1 – 1 | 2 – 2 | 3 – 0 | 2 – 0 | 0 – 2 | 1 – 0 | 0 – 0 | 3 – 0 | 0 – 1 | 2 – 1 |       | 3 – 0 | 1 – 1 | 1 – 1 | 1 – 0 | 4 – 0 | 1 – 1 |
| Telstar            | 4 – 2 | 0 – 1 | 2 – 2 | 1 – 1 | 0 – 0 | 7 – 1 | 3 – 1 | 3 – 0 | 4 – 2 | 5 – 1 | 1 – 3 | 3 – 2 | 1 – 2 | 4 – 4 |       | 1 – 0 | 2 – 0 | 2 – 1 | 4 – 2 | 4 – 0 |
| TOP                | 0 – 1 | 1 – 3 | 0 – 2 | 1 – 1 | 0 – 1 | 1 – 3 | 2 – 6 | 0 – 3 | 2 – 6 | 1 – 4 | 0 – 6 | 0 – 0 | 1 – 1 | 1 – 1 | 1 – 2 |       | 0 – 2 | 1 – 1 | 4 – 2 | 3 – 1 |
| BV Veendam         | 2 – 1 | 2 – 1 | 0 – 4 | 0 – 0 | 3 – 0 | 0 – 2 | 3 – 0 | 3 – 0 | 2 – 2 | 0 – 3 | 0 – 2 | 0 – 0 | 1 – 0 | 1 – 1 | 2 – 1 | 0 – 2 |       | 1 – 1 | 2 – 1 | 1 – 1 |
| FC Wageningen      | 0 – 1 | 0 – 2 | 2 – 1 | 0 – 0 | 0 – 0 | 4 – 1 | 1 – 0 | 0 – 1 | 0 – 0 | 0 – 2 | 1 – 0 | 2 – 1 | 5 – 2 | 0 – 1 | 2 – 1 | 0 – 0 | 3 – 1 |       | 5 – 0 | 0 – 1 |
| VCV Zeeland        | 0 – 3 | 3 – 2 | 0 – 1 | 0 – 2 | 0 – 3 | 1 – 0 | 1 – 3 | 1 – 2 | 1 – 2 | 2 – 4 | 0 – 0 | 0 – 0 | 1 – 1 | 0 – 2 | 2 – 2 | 0 – 2 | 0 – 3 | 1 – 1 |       | 1 – 0 |
| FC Zwolle          | 0 – 0 | 0 – 0 | 2 – 2 | 0 – 0 | 2 – 2 | 2 – 0 | 2 – 0 | 1 – 5 | 1 – 3 | 1 – 1 | 1 – 1 | 1 – 3 | 2 – 0 | 2 – 2 | 3 – 1 | 1 – 2 | 2 – 2 | 1 – 3 | 2 – 1 |       |

## Statistieken

### Topscorers
| #  | Naam                 | Club               | Goal |
| -- | -------------------- | ------------------ | ---- |
| 1. | Erik Tammer          | Excelsior          | 33   |
| 2. | John Lammers         | NAC                | 28   |
| 3. | Rini van Roon        | AZ                 | 23   |
| 4. | Folkert Velten       | Heracles '74       | 22   |
| 5. | Pierre van Hooijdonk | NAC                | 20   |
| 6. | John Mutsaers        | RBC                | 18   |
|    | Ronald Hoop          | Telstar            | 18   |
|    | Peter Wubben         | TOP                | 18   |
| 9. | Marco Roelofsen      | sc Heerenveen      | 17   |
|    | Jack de Gier         | Cambuur Leeuwarden | 17   |
|    | Erik Regtop          | Telstar            | 17   |

## Nacompetitie

### Groep A

#### Eindstand
| pos | club            | gs | w | g | v | pnt | dv | dt | ds |
| --- | --------------- | -- | - | - | - | --- | -- | -- | -- |
| 1.  | Go Ahead Eagles | 4  | 2 | 2 | 0 | 6   | 4  | 2  | 2  |
| 2.  | NAC             | 4  | 2 | 1 | 1 | 5   | 4  | 1  | 3  |
| 3.  | Heracles '74    | 4  | 0 | 1 | 3 | 1   | 2  | 7  | -5 |

#### Legenda
| Kleur | Kwalificatie voor                          |
| ----- | ------------------------------------------ |
|       | Play-offs voor promotie naar de Eredivisie |

#### Uitslagen
|                 | GAE   | HER   | NAC   |
| --------------- | ----- | ----- | ----- |
| Go Ahead Eagles |       | 1 – 1 | 1 – 0 |
| Heracles '74    | 1 – 2 |       | 0 – 1 |
| NAC             | 0 – 0 | 3 – 0 |       |

### Groep B

#### Eindstand
| pos | club          | gs | w | g | v | pnt | dv | dt | ds |
| --- | ------------- | -- | - | - | - | --- | -- | -- | -- |
| 1.  | BVV Den Bosch | 4  | 1 | 3 | 0 | 5   | 5  | 3  | 2  |
| 2.  | Eindhoven     | 4  | 1 | 3 | 0 | 5   | 4  | 2  | 2  |
| 3.  | Excelsior     | 4  | 0 | 2 | 2 | 2   | 1  | 5  | -4 |

#### Legenda
| Kleur | Kwalificatie voor                          |
| ----- | ------------------------------------------ |
|       | Play-offs voor promotie naar de Eredivisie |

#### Uitslagen
|               | DBO   | EVV   | EXC   |
| ------------- | ----- | ----- | ----- |
| BVV Den Bosch |       | 0 – 0 | 1 – 1 |
| Eindhoven     | 2 – 2 |       | 2 – 0 |
| Excelsior     | 0 – 2 | 0 – 0 |       |

### Finale
| Team 1          | Tot.  | Team 2        | 1e wedstr. | 2e wedstr. |
| --------------- | ----- | ------------- | ---------- | ---------- |
| Go Ahead Eagles | 1 – 3 | BVV Den Bosch | 1 – 0      | 0 – 3      |

### Promotie/degradatie wedstrijd
Wedstrijd tussen de nummer 16 van de eredivisie en de verliezend finalist van de nacompetitie.
| Team 1          | Tot.  | Team 2      | 1e wedstr. | 2e wedstr. |
| --------------- | ----- | ----------- | ---------- | ---------- |
| Go Ahead Eagles | 4 – 0 | FC Den Haag | 3 – 0      | 1 – 0      |

AZ ·
BVV Den Bosch ·
SC Cambuur ·
Eindhoven ·
Emmen ·
Excelsior ·
Go Ahead Eagles ·
Haarlem ·
sc Heerenveen ·
Helmond Sport ·
Heracles '74 ·
NAC ·
N.E.C. ·
RBC ·
Telstar ·
TOP ·
BV Veendam ·
FC Wageningen ·
VCV Zeeland ·
FC Zwolle
Eerste klasse

1955/56

Eerste divisie

1956/57 · 1957/58 · 1958/59 · 1959/60 · 1960/61 · 1961/62 · 1962/63 · 1963/64 · 1964/65 · 1965/66 · 1966/67 · 1967/68 · 1968/69 · 1969/70 · 1970/71 · 1971/72 · 1972/73 · 1973/74 · 1974/75 · 1975/76 · 1976/77 · 1977/78 · 1978/79 · 1979/80 · 1980/81 · 1981/82 · 1982/83 · 1983/84 · 1984/85 · 1985/86 · 1986/87 · 1987/88 · 1988/89 · 1989/90 · 1990/91 · 1991/92 · 1992/93 · 1993/94 · 1994/95 · 1995/96 · 1996/97 · 1997/98 · 1998/99 · 1999/00 · 2000/01 · 2001/02 · 2002/03 · 2003/04 · 2004/05 · 2005/06 · 2006/07 · 2007/08 · 2008/09 · 2009/10 · 2010/11 · 2011/12 · 2012/13 · 2013/14 · 2014/15 · 2015/16 · 2016/17 · 2017/18 · 2018/19 · 2019/20 · 2020/21 · 2021/22 · 2022/23 · 2023/24 · 2024/25

Eredivisie · Eerste divisie · Johan Cruijff Schaal · KNVB Beker · Play-offs